# Agelescape talyshica
Agelescape talyshica là một loài nhện trong họ Agelenidae.
Loài này thuộc chi Agelescape. Agelescape talyshica được miêu tả năm 2005 bởi Guseinov, Yuri M. Marusik & Koponen.